# Dead Letter Office
Dead Letter Office es un álbum de rarezas y lados B de la banda de rock alternativo estadounidense R.E.M., publicado en 1987. El álbum es esencialmente una colección de grabaciones adicionales que fueron incluidas como lados B de sus sencillos. Muchas de las canciones son versiones de bandas que influenciaron a R.E.M. como Velvet Underground, Aerosmith y Roger Miller.

## Lista de canciones
Todas escritas por Bill Berry, Peter Buck, Mike Mills y Michael Stipe, excepto donde se indique.
1. "Crazy" (Bewley/Briscoe/Crowe/Lachowski) – 3:03
2. "There She Goes Again" (Lou Reed) – 2:50
3. "Burning Down" – 4:12
4. "Voice of Harold" – 4:24
5. "Burning Hell" – 3:49
6. "White Tornado" – 1:55
7. "Toys in the Attic" (Steven Tyler/Joe Perry) – 2:28
8. "Windout" (J. Ayers/Berry/Buck/Mills/Stipe) – 1:58
9. "Ages of You" – 3:42
10. "Pale Blue Eyes" (Lou Reed) – 2:53
11. "Rotary Ten" – 2:00
12. "Bandwagon" (Bill Berry/Peter Buck/Mike Mills/L. Stipe/Michael Stipe) – 2:16
13. "Femme Fatale" (Lou Reed) – 2:49
14. "Walter's Theme" – 1:32
15. "King of the Road" (Roger Miller) – 3:13
16. "Wolves, Lower" – 4:10
17. "Gardening at Night" – 3:29
18. "Carnival of Sorts (Box Cars)" – 3:54
19. "1,000,000" – 3:06
20. "Stumble" – 5:40